# Орбітальна сонячна обсерваторія

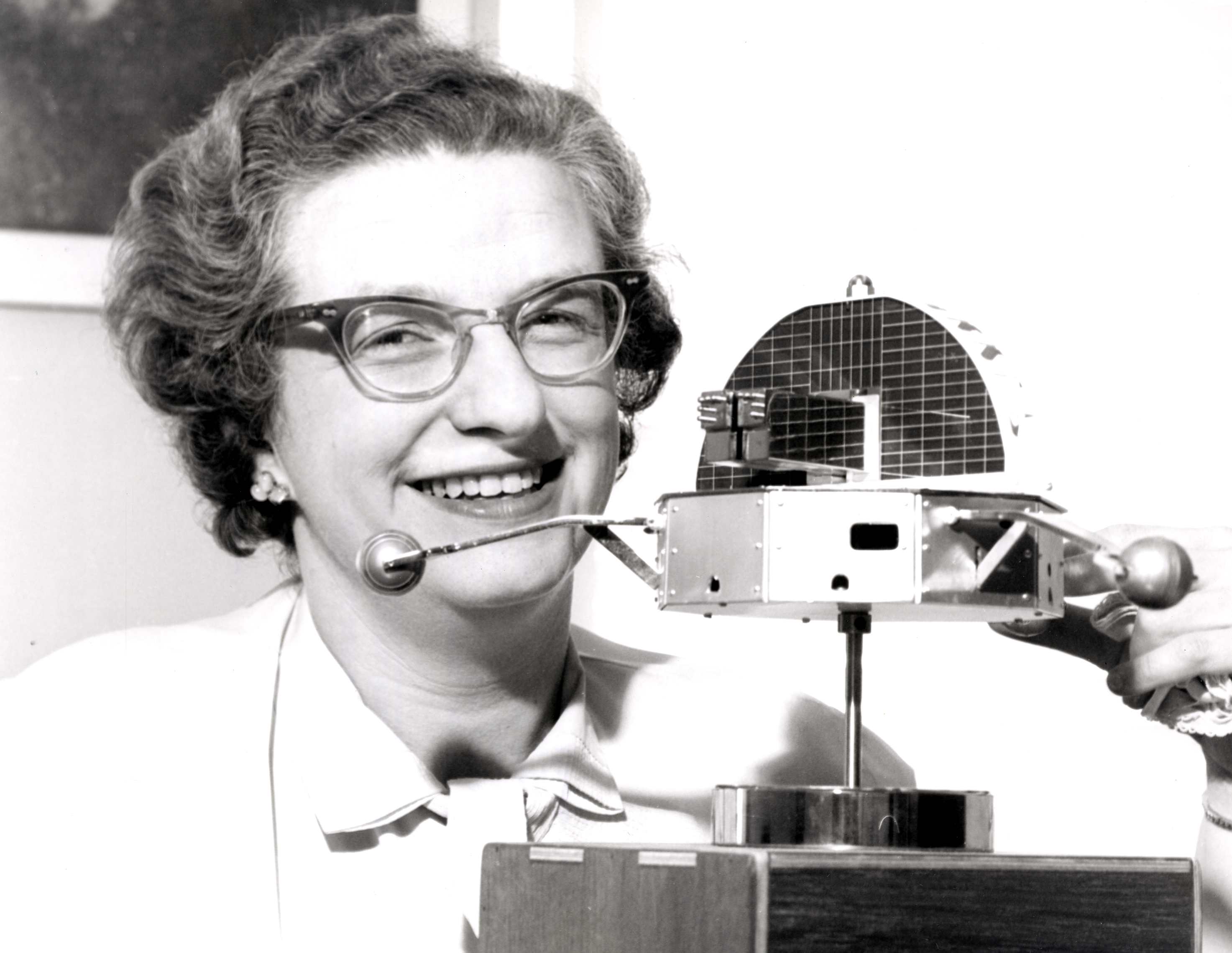
Доктор Ненсі Роман, менеджер програми, з моделлю орбітальної сонячної обсерваторії.

Орбітальна сонячна обсерваторія (англ. Orbiting Solar Observatory, OSO) — це назва серії американських космічних телескопів, призначених головним чином для вивчення Сонця протягом його 11-річного циклу, хоча вони також включали важливі несонячні експерименти. Вісім майже ідентичних супутників були успішно запущені НАСА на низьку навколоземну орбіту між 1962 і 1975 роками за допомогою ракет Delta. Їхньою основною місією було дослідження Сонця в ультрафіолетовому, рентгенівському світлі та гамма-променях в області спектра, яке поглинається або відбивається верхніми шарами земної атмосфери. Експерименти, які проводились на борту супутника ОСО, також виявляли і вимірювали небесні явища з інших областей космосу, такі як небесна ультрафіолетова енергія, протонно-електронна енергія, характеристики потоку небесних нейтронів, інтенсивність і напрям зодіакального світла, а також кількість частинок міжпланетного пилу, імпульс і кінетичну енергію. Найбільш успішним був ОСО-8, який працював більше трьох років і досліджував дифузний фон космічного рентгенівського випромінювання.
Перші сім супутників (ОСО 1-7) були побудовані Ball Aerospace, тоді відомою як Ball Brothers Research Corporation (BBRC), у Боулдері, Колорадо. А ОСО 8 була побудована компанією Hughes Space and Communications Company в Калвер-Сіті, Каліфорнія.

## Контекст

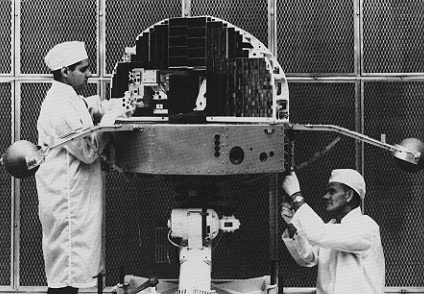
ОСО-4

### Друге покоління наукових супутників
Протягом перших п'яти років після запуску першого штучного супутника в космос (Супутник 1 у 1957 році), що знаменує початок космічної ери, було розроблено перше покоління наукових супутників. Ці супутники були досить легкими і простими, що було пов'язано з обмеженнями ракет-носіїв і прагненням конструкторів до використання надійних рішень в розробці нових технологій. Тому, як правило, космічні кораблі першого покоління виконували лише один або кілька типів вимірювань. В рамках американського космічного агентства НАСА до таких супутників належали Експлорер, Injun Університету Айови, Венгард-1, а також LOFTI і SOLRAD розроблені Дослідницькою лабораторією Військово-морського флоту США. Згодом НАСА запустило три серії набагато складніших супутників: OAO (Орбітальна астрономічна обсерваторія), ОГО (Орбітальна геофізична обсерваторія) і ОСО (Орбітальна сонячна обсерваторія).

### Сонячна радіація, яку не можна спостерігати з поверхні Землі
Вчені спостерігали за процесами на Сонці ще з часів Галілея. Але багато внутрішніх процесів Сонця можна вивчити лише за допомогою дослідження електромагнітного випромінювання Сонця. Наземні обсерваторії можуть вивчати лише ту частину електромагнітного спектру, яка не заблокована земною атмосферою, що виключає ультрафіолетове, рентгенівське випромінювання та гамма-промені. Однак випромінювання, створювані сонячними процесами, відбуваються в основному в цих довжинах хвиль. Космічні обсерваторії дозволили вченим спостерігати за цими процесами, оскільки вони здатні подолати бар'єр земної атмосфери. Це відкрило безцінне вікно для розуміння Сонця та надало суттєву інформацію про сонячні процеси.

## Історія

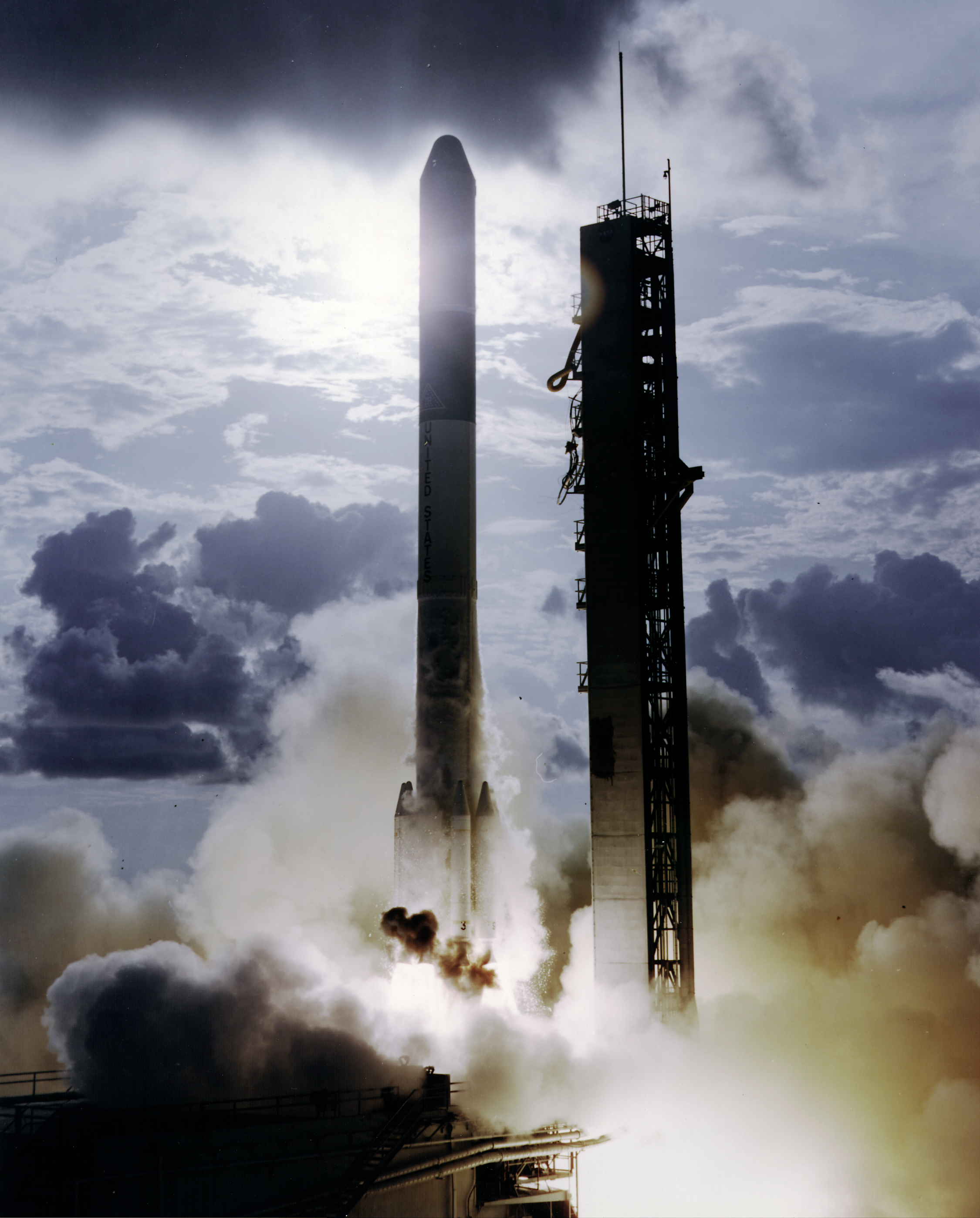
Ракета Delta запускає OSO 8 21 червня 1975 року на мисі Канаверал, Флорида.

Першими супутниками Ґоддарда, розробленими спеціально для спостереження за Сонцем, були орбітальні сонячні обсерваторії (ОСО). Перший космічний корабель ОСО 1 був запущений у 1962 році та успішно виміряв електромагнітне випромінювання Сонця в областях спектру ультрафіолетового світла, рентгенівського та гамма-випромінювання. Однак два наступні супутники ОСО зіткнулися з проблемами. ОСО В був знищений в результаті передстартової аварії, а третій ступінь ракети-носія Delta, який ніс ОСО С спрацював передчасно. Внаслідок чого, згідно з фактичними нотатками місії Ґоддарда, «супутник впав в Атлантичний океан, замість того, щоб вийти на заплановану 560-кілометрову (350 миль) кругову орбіту під кутом нахилу 33 градуси». Зрештою на орбіту було запущено вісім супутників ОСО, основною метою яких було спостереження за процесами Сонця в діапазоні хвиль, які не видно з Землі. ОСО були зосереджені на вивченні сонячних спалахів через потенційну загрозу, яку вони могли становити для астронавтів у космосі. Супутники дали змогу вперше детально поглянути на Сонце у важливих областях спектру, які не можна було спостерігати жодними наземними методами. Вони також зробили перші кроки до розуміння складних процесів у зірці, які критично впливають на життя на Землі.
14 квітня 1964 року під час інтеграції та перевірки ОСО B сталася аварія. Супутник перебував усередині випробувального стенда на мисі Канаверал, приєднаний до третього ступеня розгінного блоку Delta C, коли технік випадково запалив бустер через статичну електрику. Двигун третього ступеня активувався, запустив себе разом із супутником. Коли він вдарився об стелю, космічний корабель відірвався від двигуна і впав на підлогу. Двигун рикошетом вдарив у кут приміщення і палав, доки у нього не закінчилося паливо. Одинадцять техніків отримали опіки – троє смертельно. Хоча супутник був пошкоджений, його можна було відремонтувати за допомогою комбінації частин прототипу, запасних частин для польоту та нових компонентів. Він був запущений через десять місяців, 3 лютого 1965 року, і отримав позначення на орбіті ОСО B-2.
ОСО C так і не вийшла на орбіту через збій в роботі ракети-носія. Під час запуску 25 серпня 1965 року, було зафіксовано підвищення тиску у камері третього ступеню, що свідчило про передчасне запалювання ракетного двигуна. Хоча третій ступінь і вдалося відокремити, він втратив 18% своєї тяги. В результаті супутник ОСО не зміг досягти необхідної швидкості для виходу на орбіту, тому впав назад в атмосферу і згорів. Дослідження можливих причин передчасного запалювання показало, що найбільш вірогідною причиною збою, була несправність шестисекундного піропатрона затримки часу.
| Позначення | Дата запуску         | Дата розпаду        | COSPAR ID | Помітні результати                                                                               |
| ---------- | -------------------- | ------------------- | --------- | ------------------------------------------------------------------------------------------------ |
| ОСО 1      | 7 березня 1962 року  | 7 жовтня 1981 року  | 1962-006A |                                                                                                  |
| ОСО 2      | 3 лютого 1965 року   | 8 серпня 1989 року  | 1965-007A |                                                                                                  |
| ОСО С      | 25 серпня 1965 року  | -                   |           |                                                                                                  |
| ОСО 3      | 8 березня 1967 року  | 4 квітня 1982 року  | 1967-020A | - Спостерігав сонячні спалахи, а також спалах від Scorpius X-1.                                  |
| ОСО 4      | 18 жовтня 1967 року  | 14 червня 1982 року | 1967-100A |                                                                                                  |
| ОСО 5      | 22 січня 1969 року   | 2 квітня 1984 року  | 1969-006A | - Виміряне дифузне фонове рентгенівське випромінювання від 14-200 кеВ                            |
| ОСО 6      | 9 серпня 1969 року   | 7 березня 1981 року | 1969-068A | - Спостерігав три випадки жорсткого рентгенівського збігу зі спалахами гамма-променів.           |
| ОСО 7      | 29 вересня 1971 року | 8 липня 1974 року   | 1971-083A | - Зібрані дані дозволили ідентифікувати Vela X-1 як подвійну рентгенівську систему великої маси. |
| ОСО 8      | 21 червня 1975 року  | 8 липня 1986 року   | 1975-057A | - Виявлено лінії випромінювання заліза в рентгенівських спектрах скупчення галактик.             |

## Конструкція

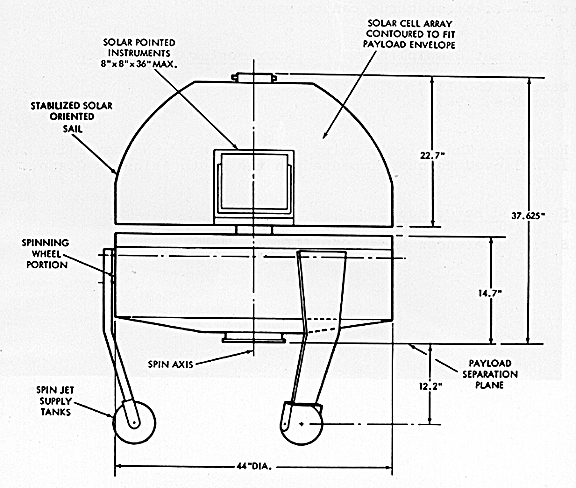
Схема орбітальної сонячної обсерваторії.

Основний корпус космічного корабля складається з Колеса з алюмінієвого сплаву, розділеного на клиноподібні відсіки. Одна частина цих відсіків містить обладнання для експериментів, які не потребують сонячної орієнтації. В решті відсіках, розміщуються електронне управління, батареї, телеметричне та радіокомандне обладнання. Колесо також містить три висувні важелі, які складаються навколо третього ступеня ракети-носія під час фази запуску. Коли космічний корабель виводиться на орбіту, важелі витягуються. На верхній частині Колеса за допомогою обертового алюмінієвого вала встановлено Вітрило у формі віяла, яке несе сонячну батарею та обладнання для експериментів. Вітрило постачає електроенергію, необхідну для роботи вдень, і заряджає акумулятори для роботи вночі. У секції Вітрила передбачено місце для інструментів корисного навантаження. Дві основні конструкції з’єднані алюмінієвим валом, який проходить від основи Вітрила через центр Колеса і закінчується опорною кільцевою структурою на нижній стороні Колеса. Цей вал утримується на місці двома підшипниками, одним зверху, а іншим знизу Колеса. На валу між двома підшипниками встановлений бак азоту високого тиску для струменів прецесії кроку, розташованих на конструкції Вітрила. Реактивний двигун, встановлений у верхній частині вала, контролює азимутальне положення вітрила. На основі валу знаходиться вузол контактного кільця, який забезпечує передачу енергії, телеметричних сигналів і сигналів керування між Вітрильною секцією та Колесом.
Внутрішня стабільність супутника зумовлена гіроскопічним обертанням усієї конструкції Колеса. Космічний корабель підтримується в такому положенні, щоб вісь обертання була перпендикулярна до напрямку Сонця в межах 3 градусів. Датчики сонця, підключені до систем зворотного зв’язку з сервоприводом у верхній частині Вітрила, розроблені так, щоб утримувати інструменти в межах ±1 кутової хвилини щодо центру сонячного диска. Отримані дані записуються на бортовий магнітофон і передаються на Землю за допомогою FM-телеметрії.

## Наступники ОСО

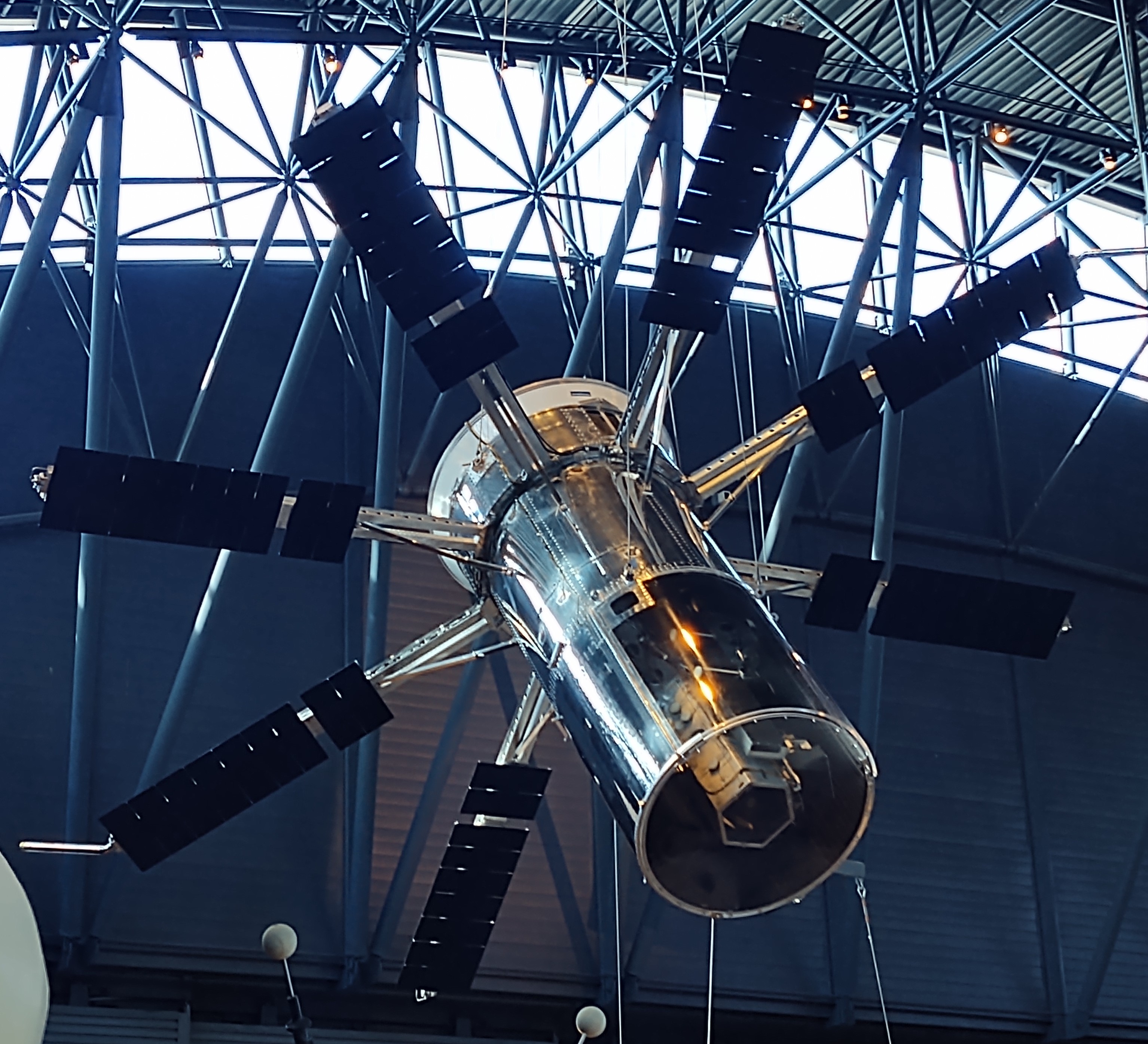
Advanced Orbiting Solar Observatory

### Advanced Orbiting Solar Observatory (AOSO)
Програма Провідна орбітальна сонячна обсерваторія (Advanced Orbiting Solar Observatory, AOSO) була розроблена в середині 1960-х років як більш вдосконалена версія серії ОСО. Вона була задумана як вільно літаюча роботизована супутникова система на полярній орбіті, здатна безперервно стежити за Сонцем і навколосонячним середовищем за допомогою ряду детекторів і електронних пристроїв для формування зображень, що охоплюють широкий діапазон частот від рентгенівських променів і закінчуючи видимим світлом. Через бюджетні обмеження програма AOSO була скасована в 1965 році. Натомість її замінили супутники ОСО-I, ОСО-J і ОСО-K. Тільки ОСО-I, яка стала ОСО 8, була запущена. Багато наукових інструментів, запланованих для AOSO, зрештою були використані для створення телескопа Скайлаб, який здійснив політ у 1973 році.
AOSO була призначений для створення зображень високої роздільної здатності сонячної фотосфери та атмосфери в широкому діапазоні довжин хвиль. Потрібна була точність наведення +/-5 кутових секунд на центр сонячного диска та загальна надійність системи не менше 70 відсотків. Технічні характеристики AOSO разом із вищою просторовою роздільною здатністю його більших телескопів дозволили б детально вивчити появу та розвиток окремих сонячних спалахів та інших локалізованих сонячних фотосферних і атмосферних явищ. З бюджетом близько 167 мільйонів доларів США OSSA (Office of Space Science and Applications) сподівалося на серію з принаймні чотирьох польотів AOSO до 1971 року, які б досліджували Сонце під час пікового періоду 11-річного циклу сонячної активності.

### Solwind
На платформі Орбітальної сонячної обсерваторії був розроблений і запущений ще один супутник: Solwind. Він був запущений 24 лютого 1979 року. Супутник був орієнтований на Сонце, а вісь обертання була перпендикулярна орбітальній площині та лінії супутник-Сонце. Він був розроблений на основі супутника ОСО 7 і складався з орієнтованого на Сонце вітрила та обертової секції колеса. Solwind був першим супутником у космосі, який виявив комету загалом і сонячну комету зокрема. У 1985 році супутник зазнав деградації своїх батарей, що спричиняло дедалі частіші відключення. Крім того, останній із трьох реєстраторів даних вийшов з ладу, тому збір даних міг відбуватися лише під час контакту космічного корабля з наземною станцією. В результаті, збір даних із кількох корисних навантажень, що залишилися, був сильно обмежений. Тому супутник було обрано як мішень для випробування протисупутникової ракети ASAT (ASM-135), хоча він все ще проводив важливі корональні дослідження. Solwind був знищений 13 вересня 1985 року, коли ракета ASAT (ASM-135), запущена з повітря винищувачем F-15A, влучила в супутник.